# 역전파출소
"역전 파출소"는 한국에서 제작된 이봉래 감독의 1969년 영화이다. 허장강 등이 주연으로 출연하였고 신상옥 등이 제작에 참여하였다.

## 출연

### 주연
- 허장강
- 이대엽
- 김순철
- 김청자

## 기타
- 조명: 박창호
- 미술: 정우택